# Вільгельм Ганцгорн
Вільгельм Хритіан Ганцгорн (англ. Wilhelm Christian Ganzhorn; 1818-1880) — німецький композитор, юрист. Написав музику до пісні «Im schönsten Wiesengrunde». Згодом на цю музику покладено слова гімну Північних Маріанських Островів.